# Категорійний розподіл
В теорії ймовірностей та статистиці категорі́йний розпо́діл (англ. categorical distribution, що також називають «узагальненим розподілом Бернуллі», англ. multinoulli distribution або, менш точно, «дискретним розподілом») — це розподіл імовірності, що описує можливі результати випадкової події, яка може мати один із K можливих наслідків, із окремим зазначенням ймовірності кожного з наслідків. Не обов'язково мається на увазі існування якогось впорядкування цих результатів, але для зручності опису цього розподілу часто додають числові мітки (наприклад, від 1 до K). Зауважте, що K-вимірний категорійний розподіл є найзагальнішим розподілом над подією з K можливими наслідками; будь-який інший дискретний розподіл над простором елементарних подій розміру K є окремим випадком. Параметри, що вказують імовірності кожного з можливих наслідків, обмежено лише тим, що кожен з них мусить бути в діапазоні від 0 до 1, і всі вони в сумі мусять давати 1.
Категорійний розподіл є узагальненням розподілу Бернуллі для категорійної випадкової змінної, тобто для дискретної змінної з понад двома можливими наслідками, такої як підкидання грального кубика.

## Термінологія
Часом для позначення категорійного розподілу використовують термін «дискретний розподіл». Проте, по-правильному, він позначує не одне певне сімейство розподілів, а загальний клас розподілів.
Зауважте, що в деяких галузях, таких як машинне навчання та обробка природної мови, категорійний та поліноміальний розподіли зливаються, і є звичним говорити про «поліноміальний розподіл», коли в дійсності мається на увазі категорійний. Це неточне використання походить з того факту, що іноді зручніше описувати наслідок категорійного розподілу як вектор «один із K» (вектор, один з елементів якого містить 1, а всі інші елементи містять 0), аніж як ціле число на проміжку від 1 до K; у цьому вигляді категорійний розподіл є рівнозначним поліноміальному розподілові з єдиним спостереженням (див. нижче).
Проте злиття категорійного та поліноміального розподілів може призводити до проблем. Наприклад, у поліноміальному розподілі Діріхле, який зазвичай з'являється в моделях обробки природної мови (хоча й не завжди під цією назвою) як результат спалої вибірки за Ґіббсом, де розподіли Діріхле спадають в ієрархічній баєсовій моделі, дуже важливо відрізняти категорійний від поліноміального. Спільний розподіл одних і тих же змінних з одним і тим же поліноміальним розподілом Діріхле має два різні вигляди в залежності від того, чи він характеризується як розподіл, область визначення якого є над окремими категорійними вузлами, чи над кількостями вузлів поліноміального стилю в кожній конкретній категорії (подібно до розрізнення між набором вузлів з розподілами Бернуллі та єдиним вузлом із біноміальним розподілом). Обидва вигляди мають дуже схожі функції маси ймовірності (ФМІ, англ. PMF), що обидві посилаються на кількості вузлів поліноміального стилю в категорії. Проте ФМІ поліноміального стилю має додатковий поліноміальний коефіцієнт, який у ФМІ категорійного стилю є сталою, яка дорівнює 1. Змішування цих двох може легко привести до неправильних результатів в умовах, у яких цей додатковий коефіцієнт не є сталим по відношенню до досліджуваних розподілів. Цей коефіцієнт часто є сталим у повних умовних виразах, які застосовуються у вибірці Ґіббса та оптимальних розподілах у варіаційних методах.

## Введення
Категорійний розподіл є дискретним розподілом імовірності, простір елементарних подій якого є набором k окремо ідентифікованих елементів. Він є узагальненням розподілу Бернуллі для категорійної випадкової змінної.
В одному з формулювань цього розподілу як простір елементарних подій береться скінченна послідовність цілих чисел. Конкретні цілі числа, що використовуються як мітки, не є важливими; ними можуть бути {0, 1, ..., k-1}, або {1, 2, ..., k}, або будь-який інший довільний набір значень. В наступних описах ми використовуємо для зручності {1, 2, ..., k}, хоча це й розходиться з угодою для розподілу Бернуллі, яка використовує {0, 1}. В цьому випадку функцією маси ймовірності f є
{\displaystyle f(x=i|{\boldsymbol {p}})=p_{i},}
де {\displaystyle {\boldsymbol {p}}=(p_{1},...,p_{k})}, {\displaystyle p_{i}} представляє ймовірність побачити елемент {\displaystyle i}, а {\displaystyle \textstyle {\sum _{i=1}^{k}p_{i}=1}}.
Іншим формулюванням, яке видається складнішим, але полегшує математичні перетворення, є наступне, яке застосовує дужки Айверсона:
{\displaystyle f(x|{\boldsymbol {p}})=\prod _{i=1}^{k}p_{i}^{[x=i]},}
де {\displaystyle [x=i]} обчислюється як 1, якщо {\displaystyle x=i}, а інакше як 0. В цього формулювання є деякі переваги, наприклад:
- Воно спрощує запис функції правдоподібності набору незалежних однаково розподілених категорійних змінних.
- Воно зв'язує категорійний розподіл зі спорідненим поліноміальним розподілом.
- Воно показує, чому розподіл Діріхле є спряженим апріорним категорійного розподілу, і дозволяє обчислювати апостеріорний розподіл параметрів.

Ще одне формулювання робить явний зв'язок між категорійним та поліноміальним розподілами шляхом розгляду категорійного розподілу як окремого випадку поліноміального розподілу, в якому параметр n поліноміального розподілу (кількість елементів вибірки) зафіксовано на рівні 1. В цьому формулюванні простір елементарних подій може розглядатися як множина закодованих як 1-із-K випадкових векторів x розмірності k, які мають таку властивість, що рівно один елемент кожного з них має значення 1, а всі інші мають значення 0. Конкретний елемент, який має значення 1, вказує, яку категорію було обрано. Функцією маси ймовірності f у цьому формулюванні є
{\displaystyle f(\mathbf {x} |{\boldsymbol {p}})=\prod _{i=1}^{k}p_{i}^{x_{i}},}
де {\displaystyle p_{i}} представляє ймовірність побачити елемент {\displaystyle i}, а {\displaystyle \textstyle {\sum _{i}p_{i}=1}}.
Це є формулюванням, прийнятим Бішопом.

## Властивості

Можливі ймовірності категорійного розподілу з є 2-симплексом, вкладеним до 3-вимірного простору.

- Цей розподіл повністю задається ймовірностями, пов'язаними з кожним із чисел i: {\displaystyle p_{i}=P(X=i)}, i = 1,...,k, де {\displaystyle \textstyle {\sum _{i}p_{i}=1}}. Ці можливі ймовірності в точності є стандартним {\displaystyle (k-1)}-вимірним симплексом; для k = 2 це вироджується до можливих імовірностей розподілу Бернуллі, що є 1-симплексом, {\displaystyle p_{1}+p_{2}=1,0\leq p_{1},p_{2}\leq 1.}
- Цей розподіл є окремим випадком «багатовимірного розподілу Бернуллі»,[5] в якому в точності одна з k змінних 0-1 набуває значення одиниці.
- {\displaystyle \mathbb {E} \left[\mathbf {x} \right]={\boldsymbol {p}}}
- Нехай {\displaystyle {\boldsymbol {X}}} буде реалізацією з категоричного розподілу. Визначмо випадковий вектор Y як складений з елементів

{\displaystyle Y_{i}=I({\boldsymbol {X}}=i),}
де I є індикаторною функцією. Тоді Y має розподіл, який є окремим випадком поліноміального розподілу з параметром {\displaystyle n=1}. Сума {\displaystyle n} таких незалежних та однаково розподілених змінних Y, побудована з категорійного розподілу з параметром {\displaystyle {\boldsymbol {p}}}, є поліноміально розподіленою з параметрами {\displaystyle n} та {\displaystyle {\boldsymbol {p}}}.
- Спряженим апріорним розподілом категорійного розподілу є розподіл Діріхле.[2] Подальше обговорення див. розділом нижче.
- Достатньою статистикою з n незалежних спостережень є набір кількостей (або, рівнозначно, пропорція) спостережень у кожній категорії, де загальна кількість спроб (=n) є фіксованою.
- Індикаторна функція того, що спостереження матиме значення i, рівнозначна функції дужок Айверсона {\displaystyle [x=i]} або функції дельти Кронекера {\displaystyle \delta _{xi}}, має розподіл Бернуллі з параметром {\displaystyle p_{i}}.

## Зі спряженим апріорним
У баєсовій статистиці розподіл Діріхле є спряженим апріорним розподілом категорійного розподілу (а також і поліноміального розподілу). Це означає, що в моделі, яка складається з точок даних, які мають категорійний розподіл з невідомим вектором параметрів p, і (в стандартному баєсовому стилі) ми обираємо розгляд цього параметру як випадкової змінної, і даємо йому апріорний розподіл, визначений із застосуванням розподілу Діріхле, то апостеріорний розподіл цього параметру, після включення знання, отриманого зі спостережених даних, також є розподілом Діріхле. Інтуїтивно зрозуміло, що в такому випадку, виходячи з того, що ми знаємо про параметр до спостереження точки даних, ми потім можемо уточнити наше знання на основі цієї точки даних, у кінцевому підсумку з новим розподілом такого ж вигляду, як і старий. Це означає, що ми можемо послідовно уточнювати наше знання про параметр, включаючи нові спостереження по одному за раз, не впадаючи в математичні ускладнення.
Формально це може бути виражено наступним чином. Якщо задано модель
{\displaystyle {\begin{array}{lclcl}{\boldsymbol {\alpha }}&=&(\alpha _{1},\ldots ,\alpha _{K})&=&{\text{гіперпараметр концентрації}}\\\mathbf {p} \mid {\boldsymbol {\alpha }}&=&(p_{1},\ldots ,p_{K})&\sim &\operatorname {Dir} (K,{\boldsymbol {\alpha }})\\\mathbb {X} \mid \mathbf {p} &=&(x_{1},\ldots ,x_{K})&\sim &\operatorname {Cat} (K,\mathbf {p} )\end{array}}}
то виконується наступне:
{\displaystyle {\begin{array}{lclcl}\mathbf {c} &=&(c_{1},\ldots ,c_{K})&=&{\text{кількість випадків категорії }}i=\sum _{j=1}^{N}[x_{j}=i]\\\mathbf {p} \mid \mathbb {X} ,{\boldsymbol {\alpha }}&\sim &\operatorname {Dir} (K,\mathbf {c} +{\boldsymbol {\alpha }})&=&\operatorname {Dir} (K,c_{1}+\alpha _{1},\ldots ,c_{K}+\alpha _{K})\end{array}}}
Це співвідношення використовується в баєсовій статистиці для оцінки параметру p, що лежить в основі категорійного розподілу, при заданій сукупності N зразків. Інтуїтивно зрозуміло, що ми можемо розглядати гіперапріорний вектор α як псевдолічильники, тобто як представлення кількості спостережень у кожній з категорій, що ми вже бачили. Тоді ми просто додаємо кількості для всіх нових спостережень (вектор c), щоби вивести апостеріорний розподіл.
Подальша інтуїція виходить з математичного сподівання апостеріорного розподілу (див. статтю про розподіл Діріхле):
{\displaystyle \mathbb {E} [p_{i}\mid \mathbb {X} ,{\boldsymbol {\alpha }}]={\frac {c_{i}+\alpha _{i}}{N+\sum _{k}\alpha _{k}}}}
Це каже, що очікувана ймовірність побачити категорію i серед різних дискретних розподілів, породжених апостеріорним розподілом, просто дорівнює пропорції випадків цієї категорії, в дійсності побачених у даних, включно із псевдолічильниками в апріорному розподілі. Це підсилює інтуїтивний сенс: Якщо, наприклад, є три можливі категорії, й ми бачили категорію 1 у наших спостережених даних 40% часу, то ми також очікуватимемо в середньому бачити категорію 1 40% часу і в апостеріорному розподілі.
(Зауважте, що ця інтуїція ігнорує вплив апріорного розподілу. Крім того, важливо мати на увазі, що апостеріорне є розподілом над розподілами. Слід пам'ятати, що апостеріорний розподіл в цілому говорить нам, що ми знаємо про досліджуваний параметр, і в цьому випадку сам параметр є дискретним розподілом імовірності, тобто справжнім категорійним розподілом, який породив наші дані. Наприклад, якщо ми бачили 3 категорії у співвідношенні 40:5:55 у наших спостережуваних даних, тоді, нехтуючи впливом апріорного розподілу, ми очікуватимемо, що істинний параметр — тобто, істинний розподіл, який лежить в основі наших спостережених даних, які він породив — матиме середнє значення (0.40,0.05,0.55), яке насправді є тим, про що нам говорить апостеріорний розподіл. Проте справжнім розподілом в дійсності міг би бути (0.35,0.07,0.58), або (0.42,0.04,0.54), або багато інших близьких можливостей. Ступінь вплутаної тут невизначеності визначається дисперсією апостеріорного, яка контролюється загальним числом спостережень — що більше даних ми спостерігаємо, то менше невизначеності про істинний параметр.)
(Формально, апріорний параметр {\displaystyle \alpha _{i}} слід розглядати як такий, що представляє {\displaystyle \alpha _{i}-1} апріорних спостережень категорії {\displaystyle i}. Тоді уточнений апостеріорний параметр {\displaystyle c_{i}+\alpha _{i}} представляє {\displaystyle c_{i}+\alpha _{i}-1} апостеріорних спостережень. Це відображає той факт, що розподіл Діріхле з {\displaystyle {\boldsymbol {\alpha }}=(1,1,\ldots )} має абсолютно пласку форму — по суті, рівномірний розподіл над симплексом можливих значень p. Логічно, що плаский розподіл такого виду представляє повне незнання, що відповідає відсутності спостережень будь-якого виду. Проте математичне уточнення апостеріорного працює добре, якщо ми ігноруємо член {\displaystyle \dots -1}, і просто думаємо про вектор α як такий, що прямо представляє набір псевдолічильників. Крім того, така практика дозволяє уникати проблеми інтерпретування значень {\displaystyle \alpha _{i}}, менших за 1.)

### Оцінка МАІ
Оцінка апостеріорного максимуму параметра p в наведеній вище моделі є просто модою апостеріорного розподілу Діріхле, тобто,
{\displaystyle \arg \max _{\mathbf {p} }p(\mathbf {p} |\mathbb {X} )={\frac {\alpha _{i}+c_{i}-1}{\sum _{i}(\alpha _{i}+c_{i}-1)}},\qquad \forall i\;\alpha _{i}+c_{i}>1}
У багатьох практичних застосуваннях єдиним способом гарантувати умову {\displaystyle \forall i\;\alpha _{i}+c_{i}>1} є встановити 
{\displaystyle \alpha _{i}>1} для всіх i.

### Відособлена правдоподібність
У наведеній вище моделі відособлена правдоподібність спостережень (тобто спільний розподіл спостережень зі знеособленим апріорним параметром) є поліноміальним розподілом Діріхле:
{\displaystyle {\begin{aligned}p(\mathbb {X} \mid {\boldsymbol {\alpha }})&=\int _{\mathbf {p} }p(\mathbb {X} \mid \mathbf {p} )p(\mathbf {p} \mid {\boldsymbol {\alpha }}){\textrm {d}}\mathbf {p} \\&={\frac {\Gamma \left(\sum _{k}\alpha _{k}\right)}{\Gamma \left(N+\sum _{k}\alpha _{k}\right)}}\prod _{k=1}^{K}{\frac {\Gamma (c_{k}+\alpha _{k})}{\Gamma (\alpha _{k})}}\end{aligned}}}
Цей розподіл відіграє важливу роль в ієрархічних баєсових моделях, оскільки при виконанні висновування над такими моделями із застосуванням таких методів, як вибірка за Ґіббсом або варіаційні баєсові методи, апріорні розподіли Діріхле часто знеособлюються. Докладніше див. у статті про цей розподіл.

### Передбачуваний апостеріорний розподіл
Передбачуваним апостеріорним розподілом нового спостереження в наведеній вище моделі є розподіл, який матиме нове спостереження {\displaystyle {\tilde {x}}} при заданому наборі {\displaystyle \mathbb {X} } з N категорійних спостережень. Як показано в статті про поліноміальний розподіл Діріхле, він має дуже простий вигляд:
{\displaystyle {\begin{aligned}p({\tilde {x}}=i\mid \mathbb {X} ,{\boldsymbol {\alpha }})&=\int _{\mathbf {p} }p({\tilde {x}}=i\mid \mathbf {p} )\,p(\mathbf {p} \mid \mathbb {X} ,{\boldsymbol {\alpha }})\,{\textrm {d}}\mathbf {p} \\&=\,{\frac {c_{i}+\alpha _{i}}{N+\sum _{k}\alpha _{k}}}\\&=\,\mathbb {E} [p_{i}\mid \mathbb {X} ,{\boldsymbol {\alpha }}]\\&\propto \,c_{i}+\alpha _{i}.\\\end{aligned}}}
Зверніть увагу на різні взаємозв'язки між цією формулою, та попередніми:
- Передбачувана апостеріорна ймовірність побачити певну категорію є такою ж, як і відносна пропорція попередніх спостережень у цій категорії (включно із псевдо-спостереженнями в апріорному). Це має логічний сенс — інтуїтивно ми очікуватимемо побачити певну категорію відповідно до частоти, з якою її вже було спостережувано.
- Передбачувана апостеріорна ймовірність є такою ж, як і математичне сподівання апостеріорного розподілу. Це пояснюється докладніше нижче.
- В результаті цю формулу може бути виражено просто як «передбачувана апостеріорна ймовірність побачити категорію є пропорційною до загального спостереженого числа цієї категорії», або як «очікуване число категорії є таким самим, як і загальне спостережене число цієї категорії», де «спостережене число» включає псевдо-спостереження апріорного.

Причина рівнозначності між передбачуваною апостеріорною ймовірністю та математичним сподіванням апостеріорного розподілу p стає очевидною, щойно ми переглядаємо наведену вище формулу. Як описано в статті про передбачуваний апостеріорний розподіл, формула передбачуваної апостеріорної ймовірності має вигляд математичного сподівання, взятого по відношенню до апостеріорного розподілу:
{\displaystyle {\begin{aligned}p({\tilde {x}}=i\mid \mathbb {X} ,{\boldsymbol {\alpha }})&=\int _{\mathbf {p} }p({\tilde {x}}=i\mid \mathbf {p} )\,p(\mathbf {p} \mid \mathbb {X} ,{\boldsymbol {\alpha }})\,{\textrm {d}}\mathbf {p} \\&=\,\mathbb {E} _{\mathbf {p} \mid \mathbb {X} ,{\boldsymbol {\alpha }}}\left[p({\tilde {x}}=i\mid \mathbf {p} )\right]\\&=\,\mathbb {E} _{\mathbf {p} \mid \mathbb {X} ,{\boldsymbol {\alpha }}}\left[p_{i}\right]\\&=\,\mathbb {E} [p_{i}\mid \mathbb {X} ,{\boldsymbol {\alpha }}].\\\end{aligned}}}
Вирішальним рядком вище є третій. Другий випливає безпосередньо з визначення математичного сподівання. Третій рядок є особливим для категорійного розподілу, і випливає з того факту що, конкретно в категорійному розподілі, математичне сподівання побачити певне значення i безпосередньо вказується пов'язаним параметром pi. Четвертий рядок є просто переформулюванням третього в іншому записі, із застосуванням наведеного вище запису математичного сподівання, взятого по відношенню до апостеріорного розподілу параметрів.
Звернімо також увагу, що відбувається у сценарії, в якому ми спостережуємо точки даних одна за одною, і кожного разу розглядаємо їхню передбачувану ймовірність перед спостереженням точки даних та уточненням апостеріорного. Для будь-якої заданої точки даних ймовірність того, що ця точка набуде певної категорії, залежить від кількості точок даних, що вже є в цій категорії. Якщо категорія має високу частоту трапляння, тоді нові точки правдоподібніше приєднаються до цієї категорії — збагачуючи далі ту саму категорію. Цей тип сценарію часто називають моделлю переважного приєднання (або «багатий стає багатшим»). Це моделює багато процесів реального світу, і в таких випадках вибори, зроблені кількома першими точками даних, мають дуже великий вплив на решту точок даних.

### Умовний апостеріорний розподіл
У вибірці за Ґіббсом нам зазвичай треба витягати з умовних розподілів у багатозмінних баєсових мережах, де кожну змінну обумовлено всіма іншими. В мережах, які включають категорійні змінні з апріорними Діріхле (наприклад, сумішевих моделях, та моделях, які включають сумішеві складові), розподіли Діріхле часто «спадають» (знеособлюють) з мережі, що вводить залежності між різними категорійними вузлами, які залежать від заданого апріорного (зокрема, їх спільний розподіл є поліноміальним розподілом Діріхле). Однією з причин робити це є те, що в такому випадку розподіл одного категорійного вузла для заданих інших є в точності передбачуваним апостеріорним розподілом решти вузлів.
Тобто, для набору вузлів {\displaystyle \mathbb {X} }, якщо ми позначимо вузли під питанням через {\displaystyle x_{n}}, а решту — через {\displaystyle \mathbb {X} ^{(-n)}}, то
{\displaystyle {\begin{aligned}p(x_{n}=i\mid \mathbb {X} ^{(-n)},{\boldsymbol {\alpha }})&=\,{\frac {c_{i}^{(-n)}+\alpha _{i}}{N-1+\sum _{i}\alpha _{i}}}&\propto \,c_{i}^{(-n)}+\alpha _{i}\\\end{aligned}}}
де {\displaystyle c_{i}^{(-n)}} є числом вузлів, що мають категорію i, серед інших вузлів, крім вузла n.

## Вибірка
Найпоширеніший спосіб вибірки з категорійного розподілу використовує один з типів вибірки оберненим перетворенням:
Припустімо, що нам дано розподіл, виражений як «пропорційно до» якогось виразу, з невідомою нормувальною сталою. Тоді, перш ніж брати якісь зразки, ми готуємо деякі значення в такий спосіб:
1. Обчислити не нормоване значення розподілу для кожної з категорій.
2. Підсумувати їх, і поділити кожне значення на цю суму, щоби унормувати[en] їх.
3. Накласти якийсь порядок на категорії (наприклад, індексом, який проходить значення від 1 до k, де k є числом категорій).
4. Перетворити ці значення на кумулятивну функцію розподілу (КФР) заміною кожного значення сумою всіх попередніх значень. Це може бути здійснено за час O(k). Отриманим в результаті значенням для першої категорії буде 0.

Потім, кожного разу, як потрібно вибрати значення:
1. Взяти рівномірно розподілене число між 0 та 1.
2. Визначити найбільше число в КФР, чиє значення є меншим або рівним щойно обраному числу. Це може здійснюватися за час O(log(k)), бінарним пошуком.
3. Повернути категорію, яка відповідає цьому значенню КФР.

Якщо потрібно вибирати багато значень з одного й того ж категорійного розподілу, то ефективнішим може бути наступний підхід. Він вибирає n зразків за час O(n) (за припущення, що наближення O(1) використовується для вибору значень з біноміального розподілу).
```
функція вибрати_категорійно(n) // де n є числом зразків, які потрібно вибрати з категорійного розподілу
  r = 1
  s = 0
  для i від 1 до k // де k є числом категорій
    v = вибрати з біноміального розподілу (n, p[i] / r) // де p[i] є ймовірністю категорії i
    для j від 1 до v
      z[s++] = i // де z є масивом, у якому зберігаються результати
    n = n - v
    r = r - p[i]
  перемішати (випадково перевпорядкувати) елементи в z
  повернути z

```

### Вибірка через розподіл Гумбеля
В машинному навчанні є типовим параметризувати категорійний розподіл {\displaystyle p_{1},\ldots ,p_{k}} через необмежене представлення в {\displaystyle \mathbb {R} ^{k}}, складові якого задаються як
{\displaystyle \gamma _{i}=\log p_{i}+\alpha }
де {\displaystyle \alpha } є будь-якою дійсною сталою. Маючи це представлення, {\displaystyle p_{1},\ldots ,p_{k}} можна відтворити із застосуванням нормованої експоненційної функції, з чого потім можна робити вибірку за описаних вище методик. Проте існує пряміший метод вибірки, який використовує вибірку з розподілу Гумбеля. Нехай {\displaystyle g_{1},\ldots ,g_{k}} будуть k незалежними виборами зі стандартного розподілу Гумбеля, тоді
{\displaystyle c=\arg \max _{i}\gamma _{i}+g_{i}}
буде вибіркою з бажаного категорійного розподілу. (Якщо {\displaystyle u_{i}} є вибіркою зі стандартного рівномірного розподілу, то {\displaystyle g_{i}=-\log(-\log u_{i})} є вибіркою зі стандартного розподілу Гумбеля.)

### Пов'язані розподіли
- Розподіл Діріхле
- Поліноміальний розподіл
- Розподіл Бернуллі
- Поліноміальний розподіл Діріхле[en]

## Виноски
1. ↑  Murphy, K. P. (2012). Machine learning: a probabilistic perspective, p. 35. MIT press. ISBN 0262018020. (англ.)
2. 1 2 3 4 5 6  Minka, T. (2003) Bayesian inference, entropy and the multinomial distribution [Архівовано 4 березня 2016 у Wayback Machine.]. Technical report Microsoft Research. (англ.)
3. ↑  Minka, T. (2003), op. cit.  Minka uses the Kronecker delta function, similar to but less general than the Iverson bracket. (англ.)
4. 1 2  Bishop, C.[en] (2006) Pattern Recognition and Machine Learning, Springer. ISBN 0-387-31073-8 (англ.)
5. ↑  Johnson, N.L., Kotz, S., Balakrishnan, N. (1997) Discrete Multivariate Distributions, Wiley. ISBN 0-471-12844-9 (p.105) (англ.)
6. ↑  Agresti, A., An Introduction to Categorical Data Analysis, Wiley-Interscience, 2007, ISBN 978-0-471-22618-5, pp. 25 (англ.)
7. ↑  Adams, Ryan. The Gumbel-Max Trick for Discrete Distributions. Архів оригіналу за 6 березня 2016. Процитовано 3 квітня 2016. (англ.)